# Episodi di Doraemon (serie animata 2005) (tredicesima stagione)
Questa è la lista degli episodi della tredicesima stagione dell'anime 2005 di Doraemon.
In Giappone è stata trasmessa su TV Asahi, dal 13 gennaio al 31 dicembre 2017. Mentre in Italia, la stagione è stata trasmessa su Boing dal 15 gennaio 2025.

## Episodi
| Nº  | Titolo italiano Giapponese 「Kanji」 - Rōmaji | In onda           | In onda                |
| Nº  | Titolo italiano Giapponese 「Kanji」 - Rōmaji | Giapponese        | Italiano               |
| 402 | In viaggio per il Brasile 「地球エレベーター」 - Chikyū erebētāI calzini spaiati 「かたっぽ探知リード」 - Katappo tanchi rīdo                                 | 13 gennaio 2017   | 15 gennaio 2025        |
| 403 | La corda incantata 「ピーヒョロ ロープ」 - Pīhyoro rōpuUna giornata tra fratelli 「兄弟シール」 - Kyōdai shīru                                                | 20 gennaio 2017   | 16 gennaio 2025        |
| 404 | Il costume di Tarzan 「ターザンパンツ」 - Tāzan pantsuIn fuga dalle mamme 「追跡！トレーサーバッジ」 - Tsuiseki! Torēsā bajji                                 | 27 gennaio 2017   | 17 gennaio 2025        |
| 405 | Le spille della mitologia 「一寸のび太の鬼たいじ」 - Chotto Nobita no oni taijiIl dottor Nobita 「お医者さんカバン」 - Oishasan kaban                         | 3 febbraio 2017   | 20 gennaio 2025        |
| 406 | Il cuore di cioccolato 「ココロチョコ」 - Kokoro chokoNobitalandia 「独立！のび太国」 - Dokuritsu! Nobita kuni                                                | 10 febbraio 2017  | 21 gennaio 2025        |
| 407 | Avventure elettrizzanti 「スリルブーメラン」 - Suriru būmeran「大予言・地球の滅びる日」 - Dai yogen・Chikyū no horobiru hi – "Il libro delle profezie"        | 17 febbraio 2017  | 22 gennaio 2025inedito |
| 408 | La neve e il dinosauro 「雪と恐竜」 - Yuki to kyōryūAmiche di penna 「拝啓、虹谷ユメ子さん」 - Haikei, niji tani Yumeko san                                   | 24 febbraio 2017  | 23 gennaio 2025        |
| 409 | Pao Pao l'extraterrestre 「迷子のパオパオ」 - Maigo no pao pao                                                                                                | 17 marzo 2017     | 10 marzo 2025          |
| 410 | Un castello da favola 「ようこそ！ハリボテの城へ」 - Yōkoso! Haribote no shiro heGli scherzetti di Nobita 「おばけ口目の怪事件」 - Obake kuchime no kai jiken | 14 aprile 2017    | 11 marzo 2025          |
| 411 | Le gocce invisibili 「見えなくなる目ぐすり」 - Mienaku naru megusuriIl visualizza cibi 「目は口ほどに物を食べ」 - Me wa kuchi hodo ni mono wo tabe            | 21 aprile 2017    | 12 marzo 2025          |
| 412 | Viaggio su Marte 「火星ピクニック」 - Kasei pikunikkuLe ghiandine pensierine 「テレパしい」 - Terepashī                                                       | 28 aprile 2017    | 13 marzo 2025          |
| 413 | La festa della mamma 「ママをつかまえろ！」 - Mama o tsukamaero!Gita in montagna 「四次元くずかご」 - Yojigenkuzukago                                         | 12 maggio 2017    | 14 marzo 2025          |
| 414 | Il casco della fiducia 「自信ヘルメット」 - Jishin herumettoIl nuovo maestro 「ガッコー仮面は誰でしょう？」 - Gakkō kamen wa daredeshou?                      | 19 maggio 2017    | 17 marzo 2025          |
| 415 | Nobita e la formica regina 「のび太とアリの女王」 - Nobita to ari no joō                                                                                      | 26 maggio 2017    | 18 marzo 2025          |
| 416 | L'amnesia 「わすれとんかち」 - Wasure tonkachiGocce passa-fortuna 「アヤカリンで幸運を」 - Ayakarin de kōun o                                                 | 2 giugno 2017     | 19 marzo 2025          |
| 417 | Il rigirabugie 「ウラオモテックス」 - UraomotekkusuUna canzone d'amore 「スランプ！ジャイアン愛の新曲」 - Suranpu! Jaian ai no shinkyoku                      | 9 giugno 2017     | 20 marzo 2025          |
| 418 | I pantaloni corri-corri 「暴走ランナーパパ」 - Bōsō ran'nāpapaL'uovo dell'imprinting 「カルガモエッグ」 - Karugamoeggu                                        | 16 giugno 2017    | 21 marzo 2025          |
| 419 | I gadget del futuro 「百年後のフロク」 - Momotose-go no furokuLa rosa della riconciliazione 「トゲトローズはご機嫌ななめ」 - Togetorōzu wa gokigen naname     | 23 giugno 2017    | 24 marzo 2025          |
| 420 | Lo spettacolo teatrale 「名作劇場カメラ」 - 20 Meisaku gekijō kameraIl cuscino pensatore 「三年寝太郎まくら」 - San nen netarō makura                         | 30 giugno 2017    | 25 marzo 2025          |
| 421 | La piscina da camera 「ルームスイマー」 - RūmusuimāImmersioni notturne 「深夜の町は海の底」 - Shin ya no machi wa umi no soko                                 | 7 luglio 2017     | 26 marzo 2025          |
| 422 | 「天井うらの宇宙戦争」 - Tenjō ura no uchū sensō | 4 agosto 2017     | -                      |
| 423 | 「がんばれ！おばけハウス」 - Ganbare! Obake hausu「ロビンソンクルーソーセット」 - Robinsonkurūsōsetto                                                         | 18 agosto 2017    | -                      |
| 424 | 「おかし牧場」 - Okashi bokujō「森は生きている」 - Mori haikiteiru                                                                                            | 25 agosto 2017    | -                      |
| 425 | 「スケジュール時計」 - Sukejūru tokei「ニンニン修行セット」 - Nin'nin shugyō setto                                                                            | 8 settembre 2017  | -                      |
| 426 | 「ネコののび太いりませんか」 - Neko no Nobita irimasen ka「賞品かせぎカウボット」 - Shōhin kasegi kaubotto                                                    | 15 settembre 2017 | -                      |
| 427 | 「バイバイン」 - Baibain「むりやりアスレチックスクール」 - Muriyari asurechikkusukūru                                                                         | 13 ottobre 2017   | -                      |
| 428 | 「すてきなミイちゃん」 - Sutekinamīchan「魔女っ子しずちゃん」 - Majo-kko shizuchan                                                                            | 20 ottobre 2017   | -                      |
| 429 | 「はだかの王様!?ウルトラよろい」 - Hadakanoōsama!? Urutorayoroi「赤いくつの女の子」 - Aka ikutsu no on'nanoko                                                 | 27 ottobre 2017   | -                      |
| 430 | 「クモノイトン」 - Kumonoiton「プロポーズ作戦」 - Puropōzu sakusen                                                                                            | 3 novembre 2017   | -                      |
| 431 | 「葉っぱ探偵のび太」 - Happa tantei Nobita「二十一世紀のおとのさま」 - Ni jū ichi seiki no oto no sama                                                        | 10 novembre 2017  | -                      |
| 432 | 「ハツメイカーで大発明」 - Hatsumeikā de dai hatsumei「大砲でないしょのはなし」 - Taihō de naisho no hanashi                                                  | 17 novembre 2017  | -                      |
| 433 | 「かがみのない世界」 - Kagami no nai sekai「ピンキリ！お宝未来鑑定」 - Pinkiri! Otakara mirai kantei                                                          | 24 novembre 2017  | -                      |
| 434 | 「クリスマスはおかしの家で」 - Kurisumasu wa okashi no ie de「やりすぎ！のぞみ実現機」 - Yari sugi! Nozomijitsugenki                                          | 1º dicembre 2017  | -                      |

## Speciali
Gli episodi speciali di Doraemon vengono trasmessi in Giappone in occasione di eventi o ricorrenze particolari; sono inediti in Italia.
| Nº  | Giapponese 「Kanji」 - Rōmaji - Traduzione letterale | In onda           | In onda  |
| Nº  | Giapponese 「Kanji」 - Rōmaji - Traduzione letterale | Giapponese        | Italiano |
| S60 | 「ドラドラポンポコ大捜査」 - Dora dora ponpoko dai sōsa – "Una strana investigazione"「動物型にげだし錠」 - Dōbutsu gata nigedashi jō – "La pastiglia dei superpoteri"「食べて歌ってバイオ花見」 - Tabete utatte baio hanami – "Una merenda in camera" | 7 aprile 2017     | inedito  |
| S61 | 「ぼくミニドラえもん」 - Bokuminidoraemon – "Il mio amico Minidora!"「ぞうとおじさん」 - Zō to ojisan – "L'anziano e l'elefante" | 28 luglio 2017    | inedito  |
| S62 | 「謎のピラミッドス！？ エジプト大冒険」 - Nazo no piramiddosu!? Ejiputo dai bōken – "Il mistero della piramide dell'antico Egitto" | 1º settembre 2017 | inedito  |
| S63 | 「十二支変身サイコロ」 - Jūnishi henshin saikoro – "I dadi dello zodiaco"「ゆめのチャンネル」 - Yumenochan'neru – "La televisione dei sogni" | 31 dicembre 2017  | inedito  |